# Lincolnshire
Pour les articles homonymes, voir Lincolnshire (homonymie).
Le Lincolnshire /ˈlɪŋkənʃə(ɹ)/ est un comté d'Angleterre situé sur le littoral de la mer du Nord. Il a pour voisins, du nord au sud, les comtés du Yorkshire de l'Est, du Yorkshire du Sud, du Nottinghamshire, du Leicestershire, du Rutland, du Cambridgeshire et du Norfolk. Il est quelquefois abrégé Lincs en anglais.
Son chef-lieu est la ville de Lincoln, et sa devise est Land and God (La terre et Dieu).

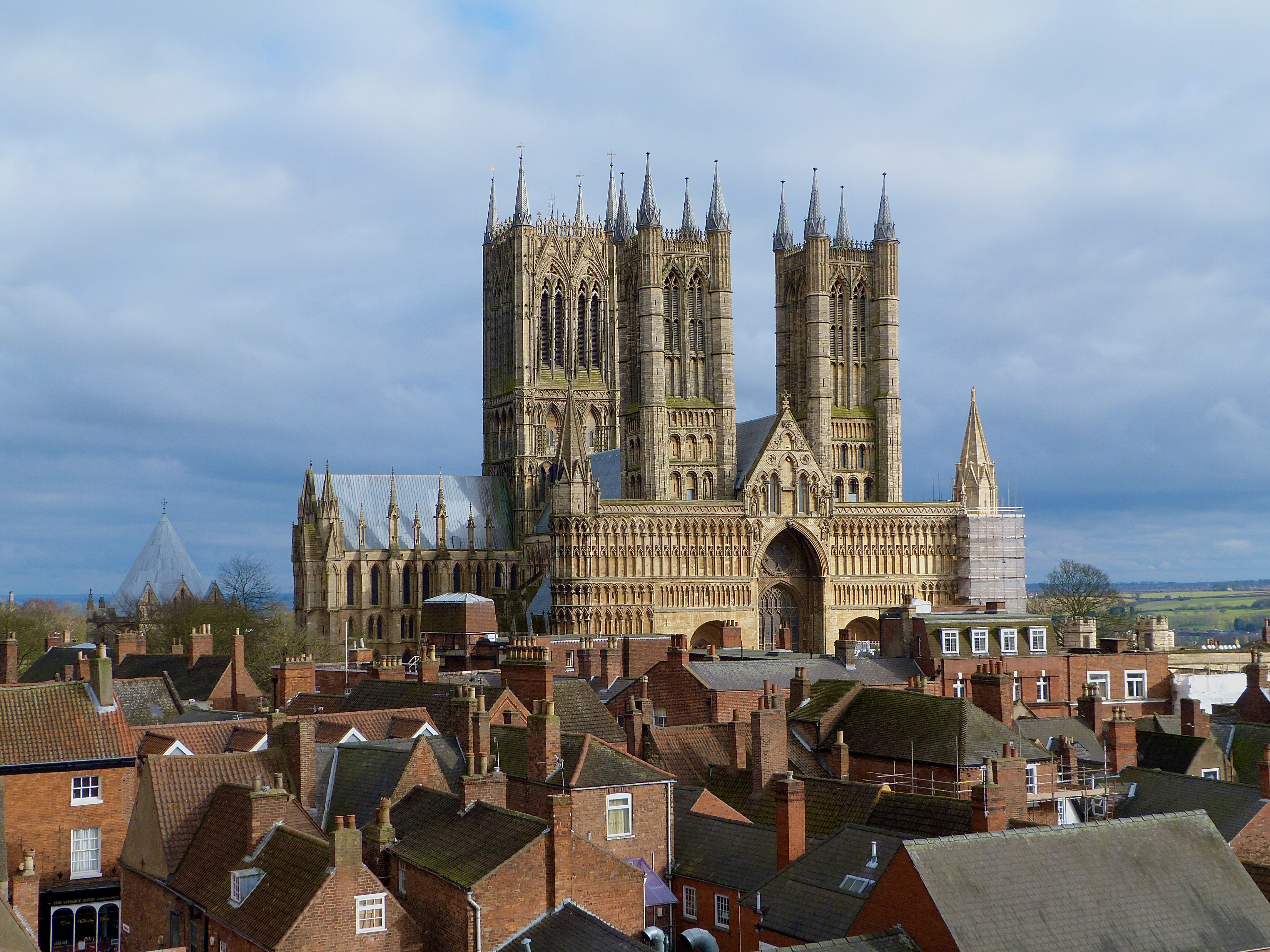
Cathédrale de Lincoln vue du château de Lincoln.

## Histoire
Historiquement, le comté de Lincolnshire est divisé en trois parties, les parts (en) : le Lindsey au nord, le Kesteven au sud-ouest et le Holland au sud-est. Lors de la mise en place des county councils, en 1888, chacun d'eux dispose de son propre conseil. Cette situation dure jusqu'en 1974 et la réforme des autorités locales qui aboutit à la fusion des trois conseils. Le Lincolnshire perd également à cette occasion des terres au nord, le long de la rive sur du Humber, qui en sont détachées pour rejoindre le nouveau comté de Humberside. En 1996, le Humberside est aboli et deux autorités unitaires prennent sa place : le North Lincolnshire et le North East Lincolnshire, qui relèvent du Lincolnshire dans le cadre des comtés traditionnels, mais sont autrement rattachés à la région du Yorkshire-et-Humber.

## Géographie
Le sol du Lincolnshire est principalement constitué de calcaire (dans la région de Lincoln) et de craie du Crétacé, ainsi que de sable et de gravier dans la région de Woodhall Spa et de Kirkby. Le comté ayant passé une grande partie de la préhistoire submergé, la majorité des fossiles qui y sont retrouvés sont des invertébrés marins, accompagnés de quelques fossiles d'ichthyosaure et de plésiosaure. L'altitude moyenne est faible, le point le plus haut culminant à 168 m (lieu-dit Wolds Top).
Les principales rivières du Lincolnshire sont la Trent, dont le cours remonte vers le nord vers l'estuaire du Humber en délimitant le nord-ouest du comté, et la Witham, qui prend sa source à South Witham, arrose le centre du Lincolnshire, et se jette dans la mer du Nord à l'estuaire de The Wash.
Bien que la géographie du comté soit relativement variée, on peut cependant délimiter quelques zones distinctes :
- Les Wolds du Lincolnshire, plateaux calcaires dénudés du nord-est du comté, classés comme Area of Outstanding Natural Beauty,
- Les Fens, anciens marécages devenus plaines côtières dans le sud-est,
- Les Marshes, courant le long de la côte à quelques kilomètres dans les terres[4],
- Le Lincoln Cliff (en), escarpement sédimentaire du Jurassique qui parcourt la partie occidentale du comté du nord au sud, créant un relief qui contraste avec le caractère généralement plat du paysage.

### Municipalités
- Alford, Alkborough,
- Billinghay, Boston, Bourne, Brandon, Branston, Burgh le Marsh, Butterwick, Burwell,
- Caistor, Chapel St. Leonards, Cherry Willingham, Coningsby, Croft, Crowland,
- Deeping St. James, Dyke (en),
- East Kirkby,
- Firsby, Folkingham,
- Gainsborough, Grantham,
- Heckington, Holbeach, Horncastle
- Ingoldmells,
- Leasingham, Lincoln, Long Sutton, Louth,
- Mablethorpe, Market Deeping, Market Rasen, Marston, Martin,
- Nettleham, Normanton, North Thoresby,
- Pinchbeck,
- Reepham, Rothwell,
- Saltfleet, Scopwick, Sibsey, Skegness, Sleaford, Spalding, Spilsby, Stamford, Sutton Bridge,
- Twenty,
- Whitton, Woodhall Spa, Woolsthorpe-by-Belvoir, Woolsthorpe-by-Colsterworth,

### Subdivisions

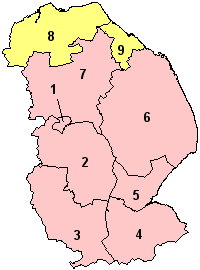
Carte des subdivisions du Lincolnshire.

Le Lincolnshire est divisé en sept districts et deux autorités unitaires :
| No | Nom                            | Chef-lieu    | Superficie (km2) | Population (est. 2011) |
| -- | ------------------------------ | ------------ | ---------------- | ---------------------- |
| 1  | Cité de Lincoln                | Lincoln      | 35,7             | 119 540                |
| 2  | North Kesteven                 | Sleaford     | 922,5            | 108 500                |
| 3  | South Kesteven                 | Grantham     | 942,6            | 134 100                |
| 4  | South Holland                  | Spalding     | 742,4            | 88 400                 |
| 5  | Borough de Boston (en)         | Boston       | 361,5            | 64 640                 |
| 6  | East Lindsey                   | Manby        | 1 760,0          | 136 700                |
| 7  | West Lindsey                   | Gainsborough | 1 156,0          | 89 400                 |
| 8  | North Lincolnshire (A.U.)      | Scunthorpe   | 846,3            | 167 500                |
| 9  | North East Lincolnshire (A.U.) | Grimsby      | 191,8            | 159 700                |

## Politique
Le Lincolnshire comprend sept circonscriptions électorales :
| Nom | Nom                            | Nombre d'électeurs (2010) | Membre du Parlement                   |
| --- | ------------------------------ | ------------------------- | ------------------------------------- |
|     | Boston and Skegness            | 71 003                    | Matt Warman (Parti conservateur)      |
|     | Gainsborough                   | 64 022                    | Edward Leigh (Parti conservateur)     |
|     | Grantham and Stamford          | 73 336                    | Nick Boles (Parti conservateur)       |
|     | Lincoln                        | 70 135                    | Karl McCartney (Parti conservateur)   |
|     | Louth and Horncastle           | 70 463                    | Victoria Atkins (Parti conservateur)  |
|     | Sleaford and North Hykeham     | 70 058                    | Caroline Johnson (Parti conservateur) |
|     | South Holland and The Deepings | 70 402                    | John Hayes (Parti conservateur)       |

## Culture

### Population
Son isolement relatif, son caractère rural et son éloignement des principaux centres de population ont conduit à une diversité de population extrêmement faible. Cependant, certaines personnes en provenance du Sud de l'Angleterre viennent s'y installer pour leur retraite, attirées par cette tranquillité et par les prix immobiliers souvent plus bas que dans le reste du pays. La proportion croissante de retraités se reflète ainsi dans la majorité des services, commerces et activités locales. La ville de Sleaford, par exemple, est l'une des villes avec le plus forte croissance de sa population des Midlands de l'Est, de nombreux professionnels et habitants étant attirés par ses prix raisonnables et sa faible criminalité.

### Personnalités
- Isaac Newton, scientifique
- Alfred Tennyson, poète
- Margaret Thatcher, femme politique
- Janet Lane-Claypon, une des figures fondatrices de l'épidémiologie
- John Franklin, explorateur de l'Arctique
- Grace Mary Crowfoot, archéologue
- John Wesley, fondateur du mouvement méthodiste
- Jim Broadbent, acteur
- Bruce Barrymore Halpenny, acteur et historien militaire
- Jennifer Saunders, actrice et humoriste
- Rod Temperton, parolier

### Musique
La cornemuse du Lincolnshire, instrument traditionnel jadis très apprécié dans le comté, est tombée dans l'oubli après le décès du dernier musicien en jouant en 1851.
Le compositeur australien Percy Grainger a composé en 1937 la suite Lincolnshire Posy, pour orchestre d'harmonie, qui est une compilation de plusieurs chansons populaires notées lors de ses voyages dans le comté et arrangées par le compositeur.
La chanson traditionnelle The Lincolnshire Poacher (en) (« le braconnier du Lincolnshire ») est considérée comme l'hymne officieux du comté.

### Musée
Lincolnshire abrite le Lincoln Museum, une institution muséale majeure située à Lincoln. Il est né de la fusion de deux institutions préexistantes : l'Usher Gallery, réputée pour ses collections d'art, et le City and County Museum, qui se concentrait sur l'histoire locale et l'archéologie.